# 池長孟
池長 孟（いけなが はじめ/たけし、1891年〈明治24年〉11月24日 - 1955年〈昭和30年〉8月25日）は、日本の教育者、美術品収集家。旧姓井上、号は南蛮堂。植物学者である牧野富太郎の研究を経済面で支援したことでも知られる。谷崎潤一郎とも交流があり、1940年春に自らの美術館の開館式に招いた。

## 経歴

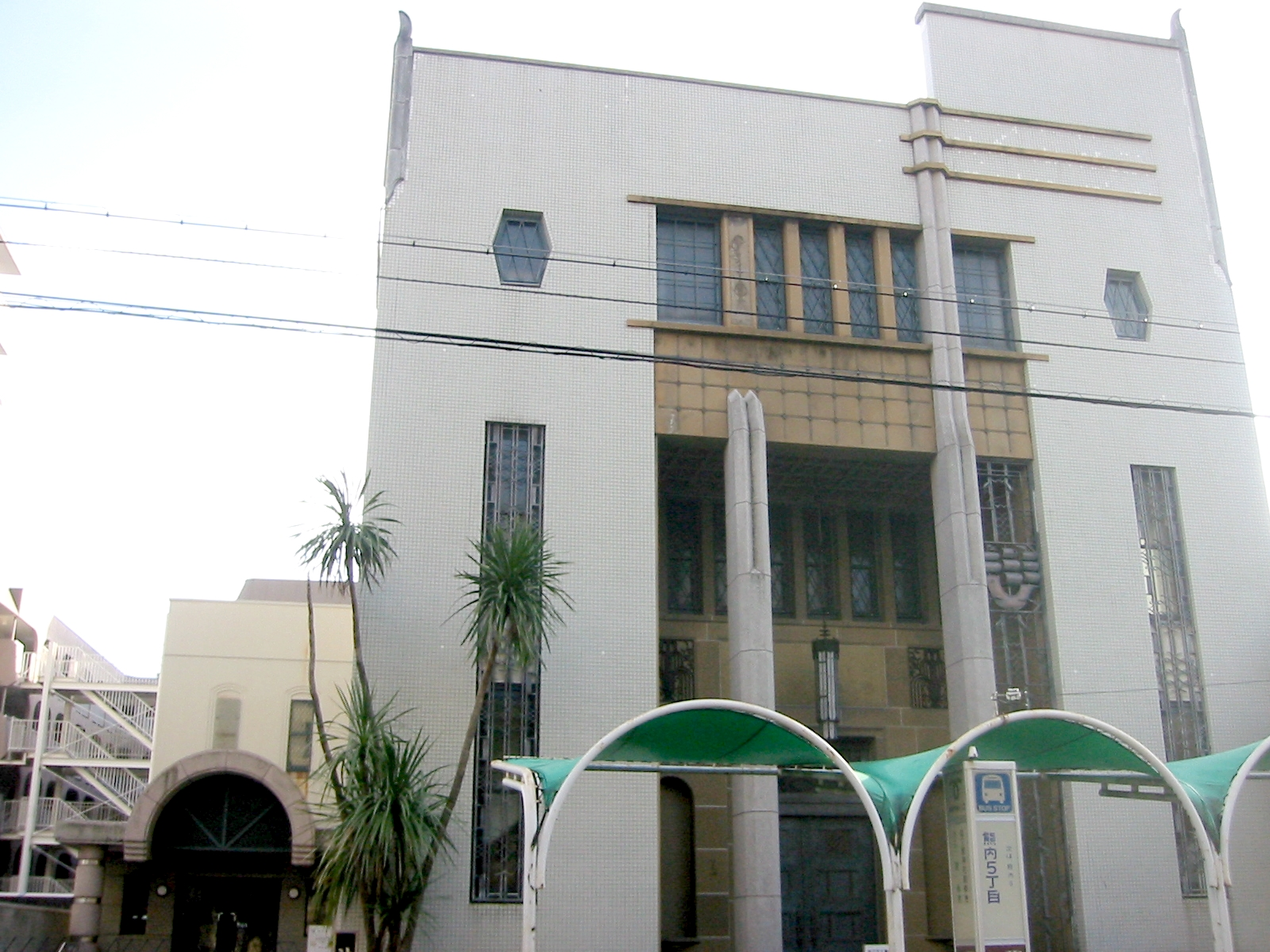
神戸市文書館（かつての池長美術館）

1891年（明治24年）11月24日に井上德左衞門の長男として 神戸市に出生。幼少時に叔父で神戸市議会議長を務めた池長通の養子に入り池長姓に改姓。池長家は、江戸時代から続く瓦屋や貸金業を祖父吉佐衛門の代（明治5年）にたたんで、兵庫一帯の土地を買い付け柳原や門口町、白川村などで住宅や不動産の賃貸業を指揮する。家作の管理を手がけた祖父は、1898年（明治31年）4月に没し、孟を迎えた頃の池長家は大地主であった。
1905年（明治38年）に修業年限1年間の神戸育英義塾予備科に中学受験のため入学の後、卒業する。1906年（明治39年）、15歳で兵庫県立第一神戸中学校に入学し、第三高等学校から京都帝国大学法科大学に進む。23歳になる1914年（大正3年）に父通が56歳で死去、孟は相続人として高額納税者となった。第一次世界大戦中の1917年（大正6年・26歳）に法科大学を卒業し、同年9月に文科大学に再入学、27歳になった翌年12月1日に大日本帝国陸軍歩兵第39連隊に1年の期限つきで予備役として入営した。やがて期間は明け、軍務を延長した池長は幹部候補生として兵舎に住み続けるも、1921年（大正10年）5月に招集解除となり除隊した。最終階級は陸軍三等主計である。同年に神戸市学務委員に就任した。
郷土史研究家の豊田實（神戸歴史クラブ理事長）によると、30代になったばかりの池長は退役の翌年にヨーロッパを視察した（1922年＝大正11年）。大英博物館（ロンドン）やルーヴル美術館（パリ）、バチカン（ローマ）、フィレンツェの美術館などを見て回り美術品収集家の核となるものを得た。
帰国した池長が神戸市学務委員を務めるころ、私立校の育英商業学校は校長の急死とともに懸案の不安定な財政状態の解決を迫られる。素封家で同校と同運営の神戸育英義塾卒だった池長は次期校長を打診され、本意ではないのに事に推されて1923年（大正12年）6月12日に就任、同年10月29日に校長の委嘱を受けた。同年に戯曲集2冊を出版した。池長は育英商業学校に名誉校長の肩書を与えられ無給で校長を務め、1928年（昭和3年）1月26日には前校長の妻に代わって池長が設立者・校主となり経営の全権を握る。その後1942年（昭和17年）3月まで設立者・校主兼校長として育英商業学校を運営し、31日に校長を辞職した。

## 牧野富太郎と池長孟
牧野富太郎は1916年（大正5年）12月、生活苦から収集した植物標本10万点を海外の研究所に売ることを決断する。その窮状を知った牧野の知人渡辺忠吾は、『東京朝日新聞』に「篤学者の困窮を顧みず、国家的資料が流出することがあれば国辱である」との記事を書くと『大阪朝日新聞』がこれを転載、すると反響を呼び神戸から二人の篤志家が現れた。一人は久原房之助、もう一人が当時25歳で京都帝国大学在学中の孟であった。
12月21日、富太郎は壽衛夫人と共に神戸に向かい池長と面会すると、2年前に受け継いだ亡父の遺産から3万円で標本をいったん買い取り、改めて富太郎に寄贈しようと申し出を受け、感激した富太郎はこれを固辞、池長は先代が会下山に建てた池長会館に標本の収蔵と保管を手配し、大正7年に同館を池長植物研究所と改称する。毎月の生活費の補助も受けて困窮を脱した富太郎は現在の会下山小公園周辺でフィールドワークを行い、池長家の別荘を借りて研究を続ける富太郎に孟は、引き続き援助すると約束した。
しかし富太郎は支援金の中から数百円を持ち出して福原の女郎屋で散財したり、池長家から提供された神戸市須磨の別荘でメイドに手を付けたりしたため、孟は援助を打ち切った。

## 美術品のコレクション
軍隊を退き西洋画の名品をヨーロッパで確かめた池長は、コレクターとして「蒐集は一つの創作」であると念じ、「日本で製作された異国趣味美術品」を1箇所に集める個人コレクションを目指した。公務員から1929年に私立学校の校長に転じると、教育に携わる傍ら南蛮美術の作品を買い求めた。小川安一郎に設計を託してアールデコ建築の「池長美術館」を1938年に建てて収め、開設から2年を経た1940年（昭和15年）から、一般に公開することにした。
戦局の悪化から同館は1944年（昭和19年）に閉館、幸いにも神戸大空襲の戦災を免れた。第二次世界大戦後、神戸市は1951年（昭和26年）に池長から池長美術館の建物とコレクションを受贈すると、これを元に「市立美術館」と称して一般に開く。1965年（昭和40年）に「市立南蛮美術館」と改称、同市の美術館・博物館の統合計画が進むと、旧池長コレクションは神戸市立博物館に移管されて収蔵品の中核をなす。また旧南蛮美術館は1989年6月には神戸市文書館に転用され、行政の一翼を担っている。
池長コレクションは「秦西王侯騎馬図屏風」「四都図・世界屏風」「フランシスコ・ザビエル肖像」という重要文化財のほか4500点にのぼり、陶磁器や金属製品、民俗資料、記録写真に至る。幼い頃から美術品に関心が高かったとされる池長は、版画家の石井柏亭から譲り受けてエドアルド・キヨッソーネの石版画「シーボルト肖像」、同じキヨッソーネの銅版印刷指導で大蔵省印刷局が製作した大久保利通の肖像「勲一等贈正二位右大臣大久保公（像）」（1879年）、洋画家田村宗立が描いた原画を京都画学校がリトグラフに加工した有栖川熾仁親王の石版画肖像をコレクションに加えた。

### 銅版画
銅版画という新しいメディアを手がけた亜欧堂田善（1748年-1822年）とその一派は、〈小形江戸名勝図〉という人気シリーズを残した。伝世する絵柄は25種、そのうち19種を神戸市立博物館が所蔵する。池長が入手した「三ツ俣真景」を含む16点は1951年に神戸市に寄贈された作品群に含まれ、1982年以降は神戸市立博物館が所蔵する。
- 「真洲先稲荷隅田川眺望」[38]
- 「今戸瓦焼之図」[38]
- 「日本橋魚廓図」
- 「愛宕山眺望之図」
- 「二州橋夏夜図」
- 「自道灌山望鴻台之図」[38]
- 「桜田馬場射御之図」[38]
- 「吉原大門図」
- 「自駿河台水道橋眺望」
- 「自大槌屋後楼臨不忍池図」
- 「東都名所全図」[38]
- 「霊岸島湊之図」
- 「三ツ俣真景」
- 「自上野望山下」[38]
- 「自斜橋聖堂眺望之図」
- 「品川月夜図」

## 池長美術館
池長は美術館を築き、開会式を催した当日の写真が伝わっている。池長は1940年（昭和15年）3月30日に美術家と文化人を招待し、記念写真を撮影した。1葉は「泰西王侯騎馬図」を展示した部屋に椅子を配し、イスラム風の水盤を挟んでカメラに向かう集合写真で、前列は向かって右から着物姿の3名が池長、谷崎潤一郎、林重義、洋装は画家の川西英と、記録では向かって左端は大塚銀次郎という。後列は全員スーツ姿で、同じく向かって右から詩人の竹中郁、洋画家の小磯良平と鈴木清一（実業家）が立った。「池長美術館来館者」というサイン帳が保存されており、当館の礎石を置いた池長館長とこまやかな交流を交わした人々の筆跡を留める。館を訪れて展示を楽しんだ心を記し、主の池長に和歌や短歌、走り書きの絵を宛て書きしてある。このコレクションの特徴をいくつかあげる（長さの単位はいずれもセンチメートル）。

浮世絵版画
- 葛飾北斎「吉原楼中図」江戸時代、文化8年（1811年）、木版色摺、37.0×123.9（大判5枚続）5枚、伊勢屋利兵衛版。状態がとても優れ、保存の難しい紫色が残った点を文化庁の調査により評価された[48]。
- 歌川国芳「生人形浅草奥山」江戸時代、安政2年（1855年）、木版色摺、36.1×75.3（大判3枚続）3枚、釜屋喜兵衛版[49]

海外の手法を吸収する画家（1）
池長が集めた亜欧堂の〈小形江戸名勝図シリーズ〉（全25点中16点）は、前述の一覧に詳しい。
時代の息吹を留めた作品群があり、版画のアウトラインに筆で彩色した。

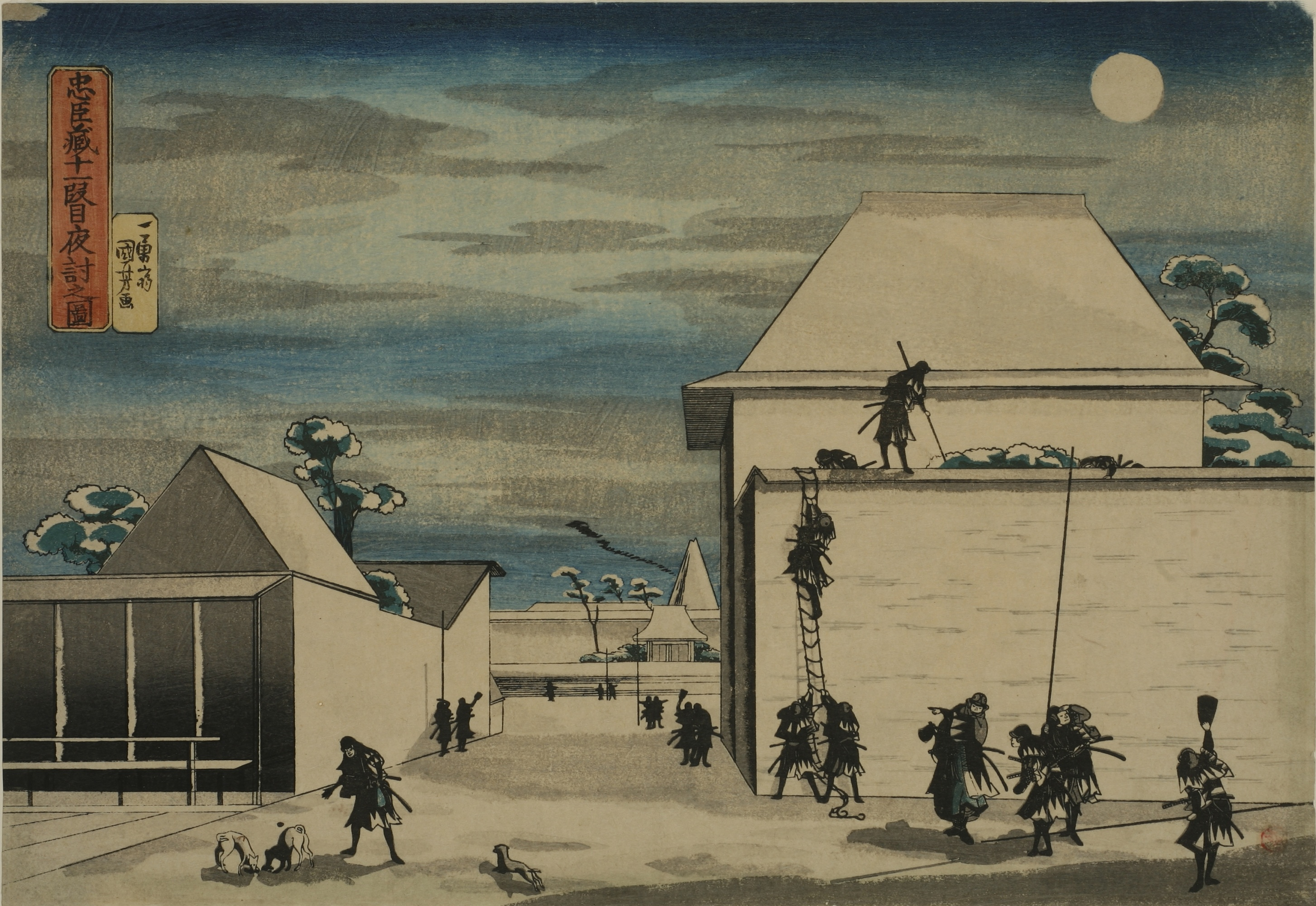
歌川国芳の木版画「忠臣蔵十一段目夜討之図」

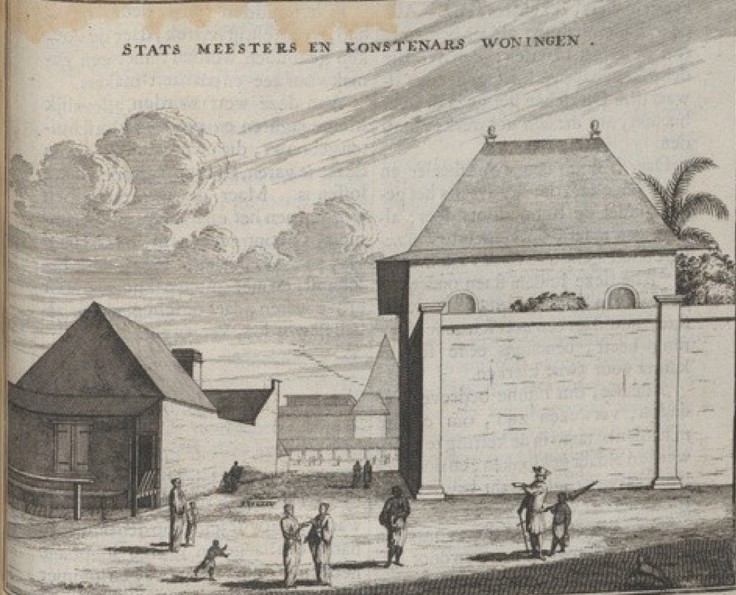
ニーホフ著『東西海陸紀行』の挿絵（オランダ、1682年、ラドバウド大学図書館（209698519 496 crd）

- 秀涛子 画「山塘普済橋中秋夜月」清、18世紀前期、木版画1幅、103.9×55.7。蘇州版画[注釈 7]
- 歌川国長 画「新板阿蘭陀浮画 楽徳海嶋銅人巨像」
- 亜欧堂田善 画「大日本金龍山之図」江戸時代（19世紀初期）、銅版に筆彩、26.0×53.4[50]
- 窪俊満 画「摺物 紅毛銅版画」江戸時代（19世紀前半）、木版墨摺（彩色なし）、20.8×18.1[51]

浮絵（うきえ）は西洋風の遠近法

芝居の書割（かきわり）に用いた手法を応用して遠近法を読み解き、絵画作品に持ち込んだ。
- 川藤永「朝鮮通信使来朝図」紙本著色、延享5年（1748年）頃。
- 司馬江漢「三囲景」天明3年（1783年）
- 歌川国芳「忠臣蔵十一段目夜討之図」江戸時代、天保2年頃（1831年頃）、木版色摺、25.4×37.2。浮絵をさらに進化させた[注釈 8]。

海外の知識を吸収する画家（2）

牧野富太郎や新村出の蔵書や所蔵を譲り受けた。
- 杉田玄白 訳『解体新書』小田野直武 画、紙本木版墨摺、安永3年（1774年）、5冊。牧野富太郎から譲り受けた[54]。
- 長崎版画「阿蘭陀人之図」針屋版、紙本木版筆彩、江戸（1740年代）。新村出の旧蔵。

五雲亭貞秀「西国名所之内」
五雲亭貞秀による大判浮世絵は、25枚組の風景・民俗シリーズ。江戸時代、慶応元年（1865年）、木版色摺
。
- 大黒屋（大金）：「大坂安治川橋」「みなと川」
- 山口屋藤兵衛（山口）：「尼ケ崎大物浦」「兵庫磯の町」「岩国錦帯橋」「備前ひと日河原」「備後尾の道・浄土山寺」「安芸広島」「げん海なだ」
- 笹屋喜助（笹喜）：「西之宮」「須磨明石」
- 平野屋新蔵（平野屋）：「高砂の松・尾上の鐘」「備後三はら」「長府の沖」
- 藤岡屋慶次郎（藤慶）：「備後ふく山」「亀山八幡宮」
- 恵比須屋庄七（恵比須屋）：「室湊はや咲町」「赤穂千軒塩屋」「上のせき」
- 丸屋鉄次郎版（丸鉄）：「書写山」「備後鞆の湊」「与治兵へ岩岩流島」
- （藤藤）：「姫路書写山」
- （〃）「いけ田伊丹」「芸の宮島」
- （〃）「摂州神戸海岸繁栄之図」

外国人のスケッチ画から新しい視点を得た画家
- 高橋由一『三県道路完成記念帖』「栃木県」「福島県」「山形県」明治18年（1885年）、絹本石版筆彩、玄々堂（製造）[57][注釈 10]

## 家族・親族
池長は生涯に3回結婚し、最初の妻・正枝は荒木村重の末裔と言われる家系の出身であった。2男1女を儲けたが、二男の出産時（同14年9月生まれ）に体調を崩して死去。後添えの富子は淀川長治の姉で、結婚2年目に家を出たため籍を抜く。3番目の妻・とし子との間に2子がある。
池長は少年期を過ごした神戸市内兵庫区門口町の屋敷に正枝と暮らし、その没後、小川安一郎の設計した「紅塵荘」（葺合・野崎通）に移り住む。美術館を構える時はやはり小川に委託し、熊内町に展示施設と収蔵施設（附属倉庫）、自邸を構える。戦後、コレクションと館を手放すと、東灘区本山町森で余生を送った。1955年8月25日、胃潰瘍のため65歳で永眠。
長男は倫理学者・池長澄（元摂南大学教授、1920-2001年）。長女は、池長のヨーロッパ視察の1922年12月に生まれ澪と名付け、二男の廣は池長しまの養子に出された。三男の池長潤はイエズス会士であり、カトリック大阪大司教区の第7代大司教を務めた。

## 著作

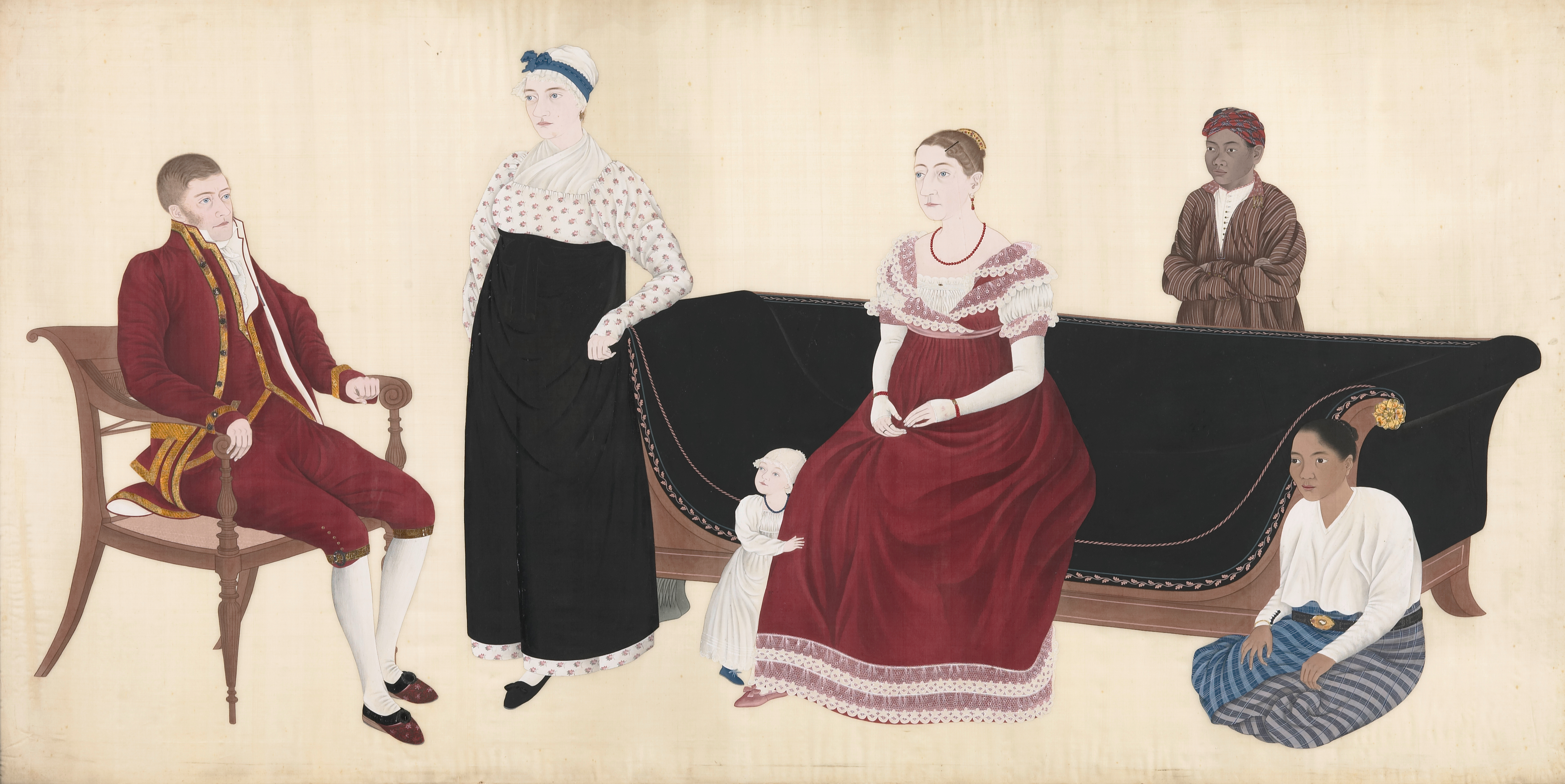
ブロムホフ家族図（アムステルダム国立美術館）

- 『荒つ削りの魂 戯曲集』（弘文社、1929年）
- 『開国秘譚 戯曲 別名・ラシヤメンお蘭一代記』（弘文社、1930年）
- 『「狂ひ咲き」 戯曲集』（福音社、1933年）
- 『邦彩蛮華大宝鑑 池長蒐集品目録』（創元社、1933年）全2巻、doi:10.11501/8798436[62]。革製の表紙（帙）に2冊を収め、付録は年表、「池長美術館陳列目録」[63][64]と袋入りの英文解説。
- 『南蛮堂要録』（池長美術館、1938年）doi:10.11501/1686970[65]。

### 寄稿
- 「第二次海外文化に伴ふ日本的藝術：わが蒐集について」『美術新報』第26号（6月上旬号）号、日本美術新報社、12–13頁、1942年6月。doi:10.11501/1579272。。この号は「南蛮美術」を特集し、写真は池長コレクションの陳列品。
- 『黒船』、黒船社、1940年。1941年に連載。

| 番 | 書誌情報 | リンク               |
| -- | --- | -------------------- |
| 01 | 第17巻第6号、1940年6月。 - 写真版・口絵「池長美術館全景と泰西王族騎馬図の前に於ける池長孟氏」 - 石黒敬七「池長美術館を観る」p2-4。 - 「池長美術館陳列目録」p5-12。                                                                      | doi:10.11501/1473098 |
| 02 | 第17巻第9号、1940年。 - 写真版・口絵「おらんだ男女珈琲飮用図」 - 「南蛮堂要録」p2-10。 | doi:10.11501/1473101 |
| 03 | 第17巻第12号、1940年12月。 - 「池長美術館蒐蔵品解説（2）」p24-28。 | doi:10.11501/1473103 |
| 04 | 第18巻第1号、1941年1月。 - 写真版・口絵「紅毛舟の図」 - 「池長蒐集美術余譚」（2）p26-28。 | doi:10.11501/1473104 |
| 05 | 第18巻第2号、1941年2月。 - 写真版・口絵「ヂアナ号備砲」 - 山西喜一郎「デアナ号備砲の凾館渡来の由来」p2-6。 - 森斧水「ヂアナ号乘組人員」p7-8。 - 永見德太郎「長崎洋画家考の一部（二）」p9-11。 - 池長孟「池長蒐集美術余譚」（3）p41-44。 | doi:10.11501/1473105 |
| 06 | 第18巻第3号、1941年2月。 - 池長孟「池長蒐集美術余譚」p8-11。 | doi:10.11501/1473106 |
| 07 | 第18巻第4号、1941年3月。。 - 写真版・口絵「池長美術館」 - 池長孟「池長蒐集美術余譚（4）」p30-33 | doi:10.11501/1473107 |
| 08 | 第18巻第5号、1941年5月。 - 口絵「魯艦建造絵巻」 - 文倉平次郎「『魯舩建造絵巻』を観て（其1）」p5-12 - 池長孟「池長蒐集美術余譚（5）」p31-34                                                                                              | doi:10.11501/1473108 |
| 09 | 第18巻第6号、1941年2月。 - 文倉平次郎「『魯舩建造絵巻』を観て（其2）」p9-14 - 池長孟「池長蒐集美術余譚（6）」p31-35 | doi:10.11501/1473109 |
| 10 | 記者「世界の植物学者牧野富太郎博士と池長孟氏の美談」第18巻第12号、1941年2月。 | doi:10.11501/1473115 |

### 編集
- 『対外関係美術史料年表』（創元社、1937年）doi:10.11501/1112820。
- 『紀元二千六百年記念開館陳列品目録』池長美術館、1940年）doi:10.11501/1684062。
- 『南蛮堂要録』池長美術館、1940年）doi:10.11501/1686970。

### 関連資料
脚注に使っていない資料。発行年順。
- 杉森哲也『描かれた近世都市』山川出版社 日本史リブレット044。
- 高見澤たか子『金箔の港 コレクター池長孟の生涯』（神吉敬三「美術の本棚Book Review：高見澤たか子著『金箔の港-コレクター池長孟の生涯』」『季刊みづゑ』第952号、p140-141（美術出版社、1989年9月）NDLJP:2255323。
- 三隅貞吉「池長さんとの三十年」日本美術工芸社 編『日本美術工芸』第206号、p15-16（日本美術工芸社、1955年11月）doi:10.11501/2281417。この号は「故池長孟氏記念・南蛮美術特集」を企画。
- 『池長孟旧蔵写真帖』明治時代後期〜大正時代／20世紀初期、全1冊。写真写真65枚を掲載。13.0&nbhp;cm×18.6&nbhp;cm。